# 유로비전 송 콘테스트 2020
유로비전 송 콘테스트 2020은 제65회 유로비전 송 콘테스트로 계획되었다. 이 대회는 덩컨 로런스의 노래 "Arcade"로 2019년 대회에서 네덜란드가 우승한 후 네덜란드 로테르담에서 열릴 예정이었다. 이 에디션은 콘테스트 역사상 처음이자 유일한 취소된 에디션으로, 2020년 3월 18일에 유럽에서 일어난 코로나19 범유행의 여파에 따른 유럽 방송 연맹의 결정에 따라 취소되었다.
이 대회는 로테르담 아호이에서 열릴 예정이었고 2020년 5월 12일과 14일에 두 차례의 준결승전과 5월 16일에 결승전으로 구성될 예정이었다. 대회에는 41개국이 참가할 예정이었다. 불가리아와 우크라이나는 2019년 대회에 불참한 후 복귀할 예정이었고, 헝가리와 몬테네그로는 이전 대회에 참가한 후 불참을 확인했다. 41명의 경쟁 아티스트와 노래는 모두 2020년 3월 초까지 관련 방송사를 통해 확정되었다.